# 索塔
索塔（科西嘉语，法語發音：[sɔta]），法国东南部市镇，位于科西嘉岛上的南科西嘉省，隶属于萨尔泰讷区，其市镇面积为66.5平方公里，2022年1月1日时人口数量为1,866人，在法国城市中排名第6,789位。
索塔位于南科西嘉省南部，是一个区域性的中心城市，也是韦基奥港的一个卫星城。

## 地名来源

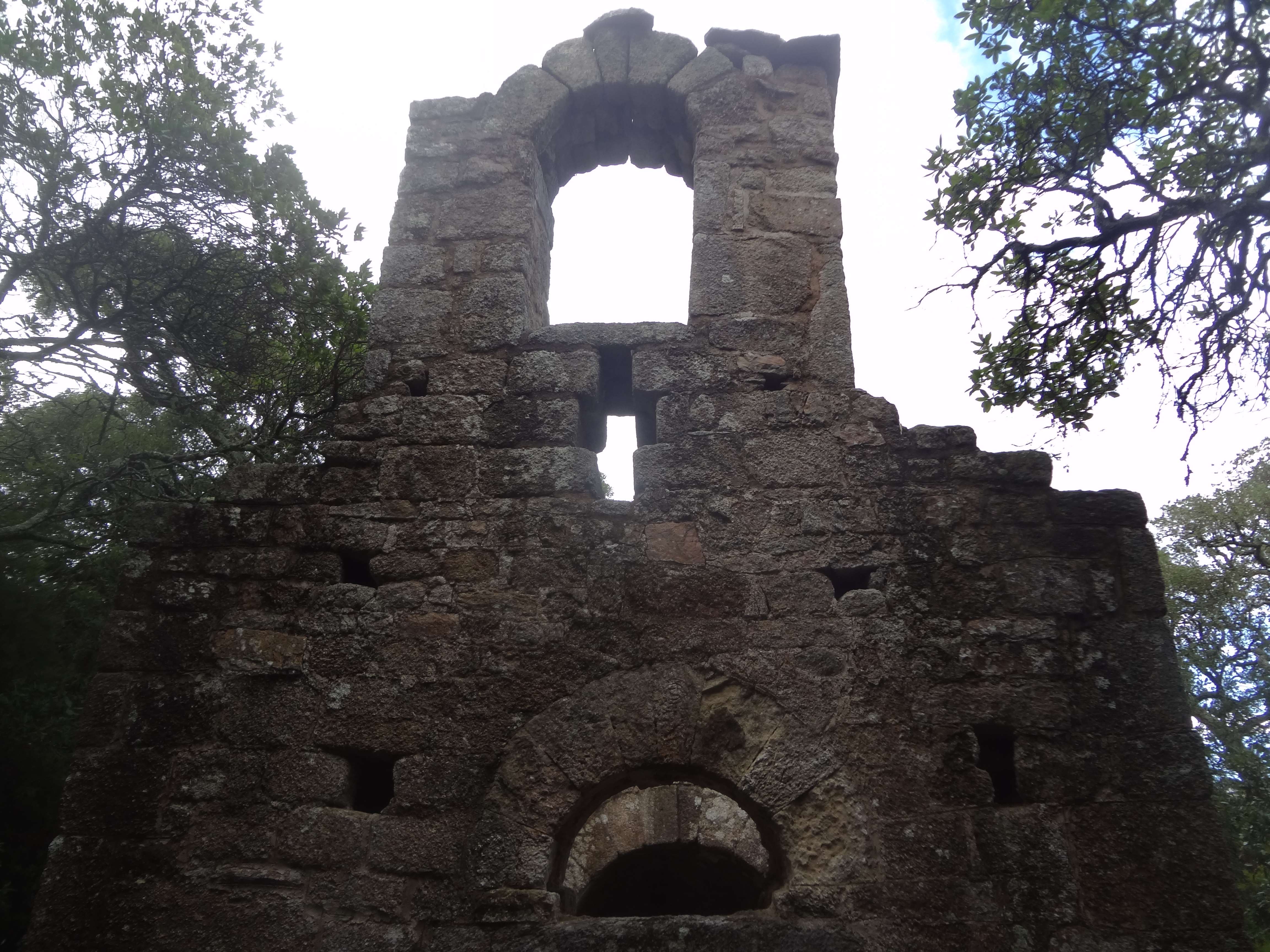
圣阿戈斯蒂诺小教堂（遗址）

“索塔”一名可能出自人名，其生平尚不清楚。

## 历史
索塔的早期历史尚有待考证，当地曾发现多处史前时期的人类活动遗迹。中世纪初，索塔及其所在的科西嘉岛被热那亚王国控制，当地兴建了多处天主教小教堂。公元10世纪时，一名道士在此修建了凯拉圣阿戈斯蒂诺小教堂，该教堂在中世纪中后期被毁。1768年，根据《凡尔赛条约》，索塔及其所在的科西嘉整体被划入法兰西王国。法国大革命后，索塔成为科西嘉省（1793至1811年间曾属利亚莫讷省）的一个市镇。1976年，科西嘉省一分为二，索塔被划入南科西嘉省。

## 地理

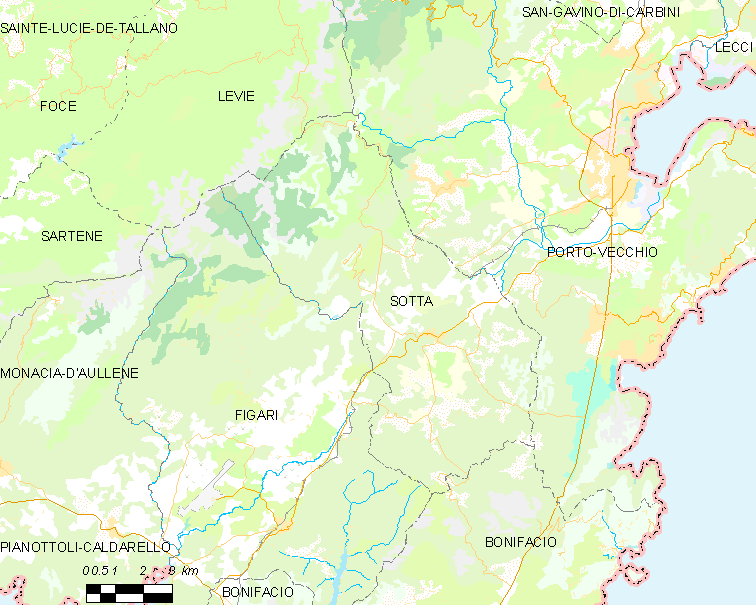
索塔市镇范围地图

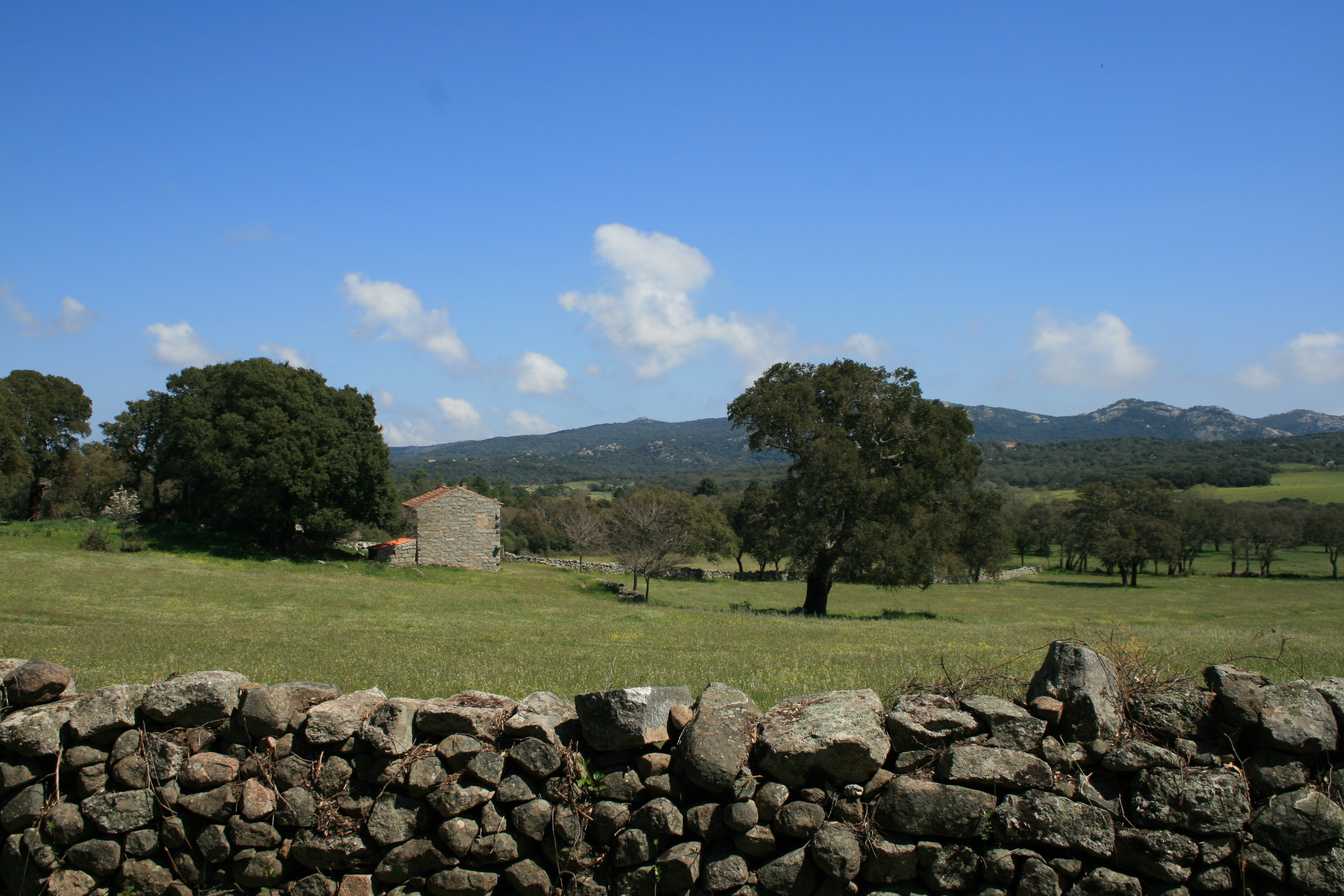
索塔附近的自然景观

索塔位于法国东南部，科西嘉岛南部和南科西嘉省南部，距离省会阿雅克肖大约128公里。与索塔接壤的市镇包括：莱维、韦基奥港、菲加里和博尼法乔。

### 地形
索塔位于科西嘉岛南部腹地，境内以山地和浅丘为主，市镇中心位于一处浅丘之上，部分区域地势复杂，全境海拔在17到1,298米之间。

### 水文
斯塔比亚丘河发源于索塔境内，该河向东流经韦基奥港并独立注入地中海。

### 植被
索塔属于亚热带常绿硬叶林区，部分山地地区有落叶林分布。林地广泛分布于市镇范围内的山地地区。
在鲜花城市的评比中，索塔暂未被评级。

### 气候
索塔在柯本气候分类法中属于地中海气候（Csa）。

## 行政区划
索塔的市镇编号为2A288，邮政编号为20146。
在行政管理方面，索塔隶属于法国科西嘉领土集体南科西嘉省萨尔泰讷区；在地方选举方面，索塔隶属于大南部县，其市镇范围全境被划入南科西嘉省第二选区；在社会管理方面，索塔是南科西嘉市镇公共社区的组成部分。
截至2023年8月，索塔市镇范围内暂无任何城市敏感街区及城市政策优先街区。
法国国家统计与经济研究所（简称）在进行数据统计时，未将索塔划入任何城市核心区（Unité urbaine），将包括索塔在内的周边共3个市镇划为韦基奥港城市区。自2020年起，韦基奥港城市区被包含10个市镇的韦基奥港城市辐射区代替。此外，还将索塔市镇整体看作一个“块区”（IRIS），以便于统计人口分布情况。

## 交通

### 公路
南科西嘉省省道D59线、D459线和D859线在索塔境内交汇。科西嘉城际客运提供途径索塔的校车巴士线路。
2019年，57.8%的索塔家庭拥有至少一辆私人汽车。2021年，索塔境内共发生各类交通事故3起，造成6人受伤，其中2人重伤。

### 铁路
索塔境内暂无任何铁路系统，亦无相关规划。

### 航空
距离索塔最近的民用航空站为12公里外的菲加里机场。

### 城市公共交通
截至2023年8月，索塔暂无城市公共交通系统。

## 政治

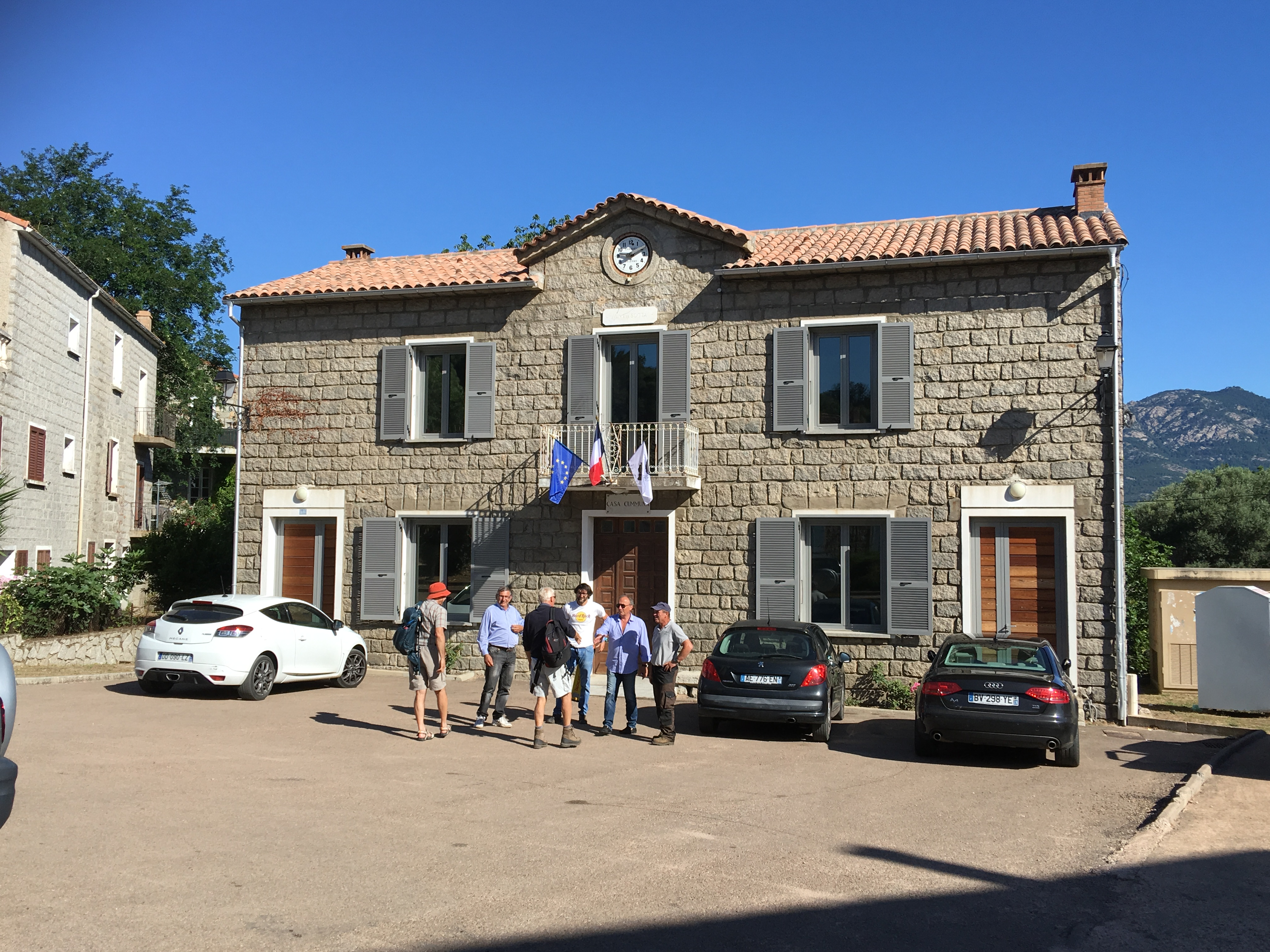
索塔市政厅

索塔的现任市长为让-马克·塞拉先生（Jean-Marc SERRA），他是一名右翼无党派人士，在2020年的市政选举中获得了100.00%的支持率（无其他候选人）。
在2022年的法国总统大选中，法国极右翼政党国民阵线主席玛丽娜·勒庞在索塔获得了64.79%的支持率。

## 人口
2020年，索塔市镇人口数量为1,556，在法国排名第6,789位。其中男性687人，女性714人，75岁及以上人口占9.7%，外籍人口数量为91人，人口密度为23人/平方公里，当地居民被称为（男性）或（女性）。2020年，索塔境内出生16人，死亡人口21人。
| 索塔1901年－2020年人口变化情况 |
|                                |
| 数据来源：Cassini、INSEE       |

## 经济
索塔是一个区域性的中心市镇。截至2023年8月，索塔市镇范围内共有各类用人单位（包含自雇）393家，平均历史为12年，其中99.52%为中小型企业（PME），2023年6月至8月间，当地的经济活力指数为0.51%。（服饰销售）、（电子商务）及（金属构件安装）是当地2021年营业额最高的三个企业，分别为3,145,646欧元、2,463,122欧元和818,467欧元。

## 财政与居民收入
2021年，索塔的财政收入总额为1,999,980欧元，财政支出总额为1,802,770欧元，当年的债务总额为853,170欧元。2021年，索塔市镇通过增值税获得150,160欧元的收入，此外当地还共获得了773,790欧元的国家直接财政补助。
2019年，索塔的人均月收入总额为2,020欧元，低于法国平均水平（2,303欧元）。
2019年，索塔境内的贫困率为0%，青壮年（15至64岁）失业率为14.9%；当地46.9%的家庭拥有纳税资格，平均纳税2,701欧元，低于法国平均水平（4,393欧元）。

## 社会事务

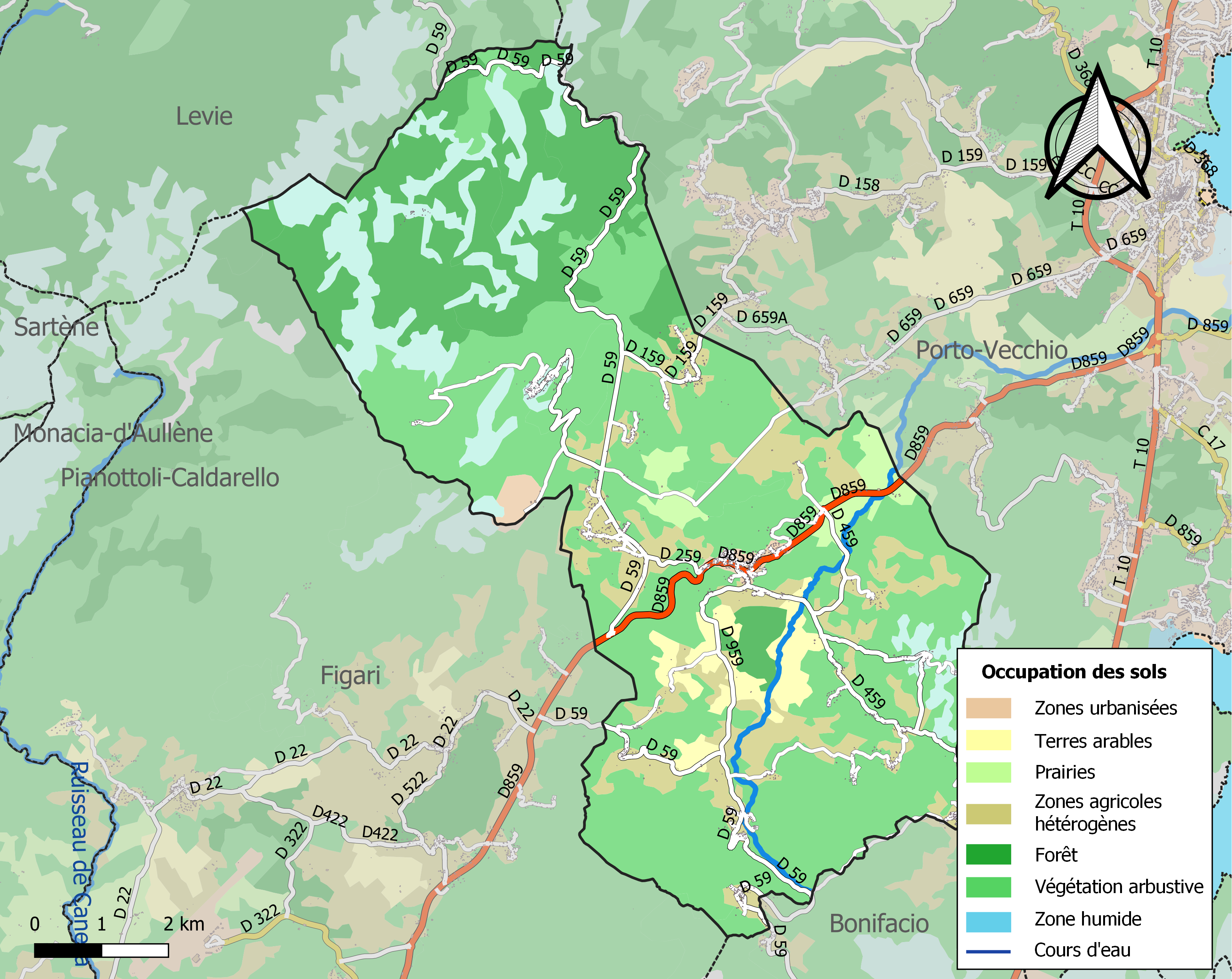
索塔土地利用情况地图

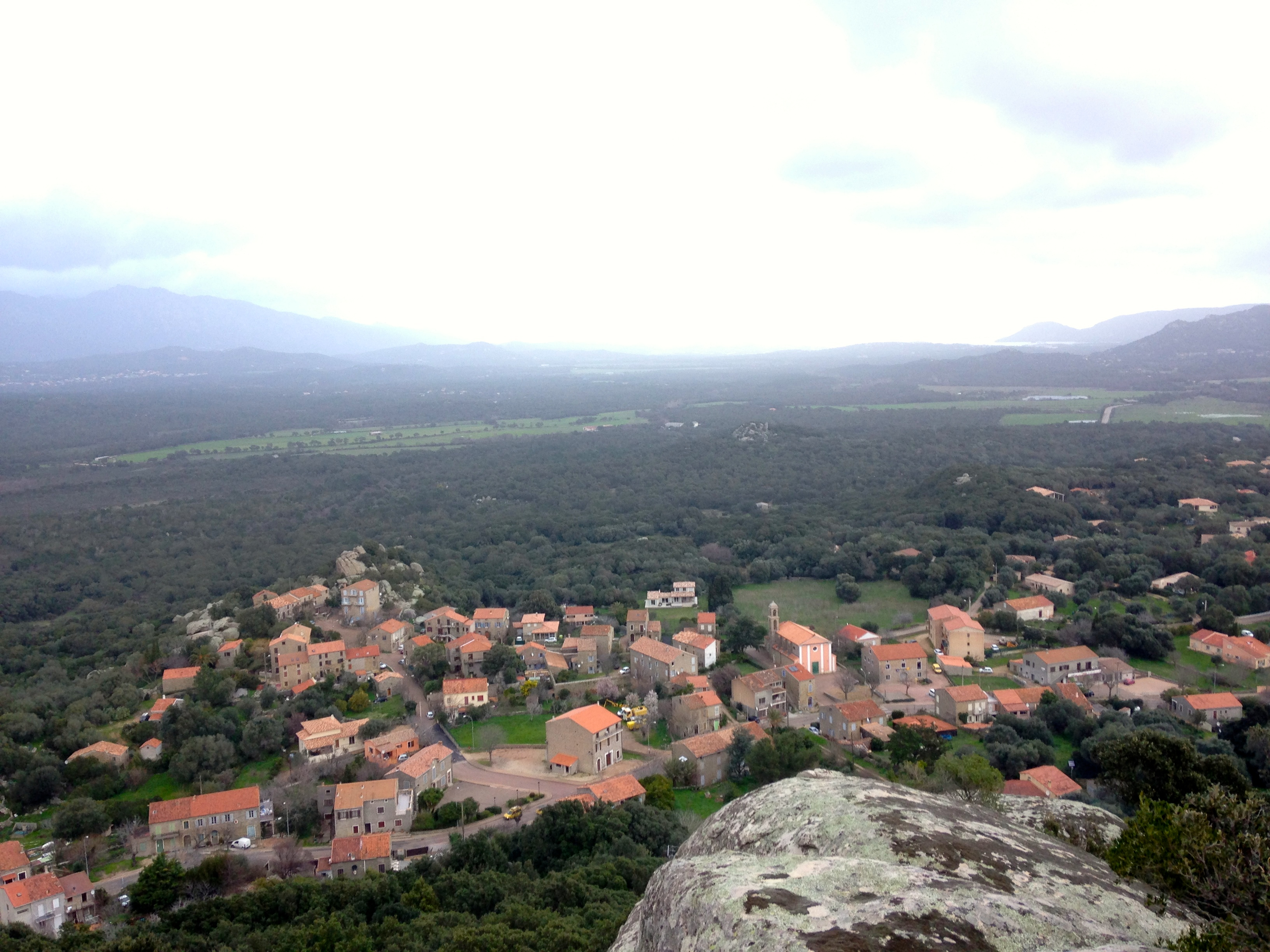
航拍索塔镇中心

### 教育
索塔属于科西嘉学区。截至2021年1月1日，索塔境内有1所小学。

### 医疗
截至2021年1月1日，索塔境内共有全科医生1名、保健师1名、牙医1名和护士8名。
距离索塔最近的区域性医疗机构为博尼法乔中心医院（Centre Hospitalier de Bonifacio），其主病区位于博尼法乔境内，距离索塔市区的正常车程大约25分钟，该院设有床位100个，是当地规模最大的公立综合性医院。

### 住房
2019年，索塔境内共有各类住房1,042套，其中82.6%为独立式居民区，15.9%为集中式居民区。常住房屋占索塔市镇范围内居民建筑总量的60.7%。
在住房保障政策方面，2021年，索塔境内共有45户家庭获得了住房经济补助，受益人数占总人口数量的2.9%，其中44份为房租补助。

### 商业
2021年，索塔境内共有各类实体商铺46家，其中餐厅4家、杂货店1家、面包房2家、装饰品店1家和美容美发店1家、汽车维修店1家。

### 体育
2021年，索塔境内有1处足球或橄榄球场。
截至2023年8月，索塔文化体育联盟（AS Culturelle de Sotta，编号552146）是索塔境内唯一的一家注册足球俱乐部。

### 环境
索塔的环境事务由其所属的南科西嘉市镇公共社区联合各级政府协调负责。2021年，索塔境内暂无污染企业。

### 治安
索塔及其附近的共9个市镇是韦基奥港国家宪兵队（zone gendarmerie de Porto-Vecchio）的管辖范围。2020年，该宪兵队累计记录各类案件1,460起，其中盗窃类案件608起，经济类案件268起，毒品交易类案件93起。

## 文化

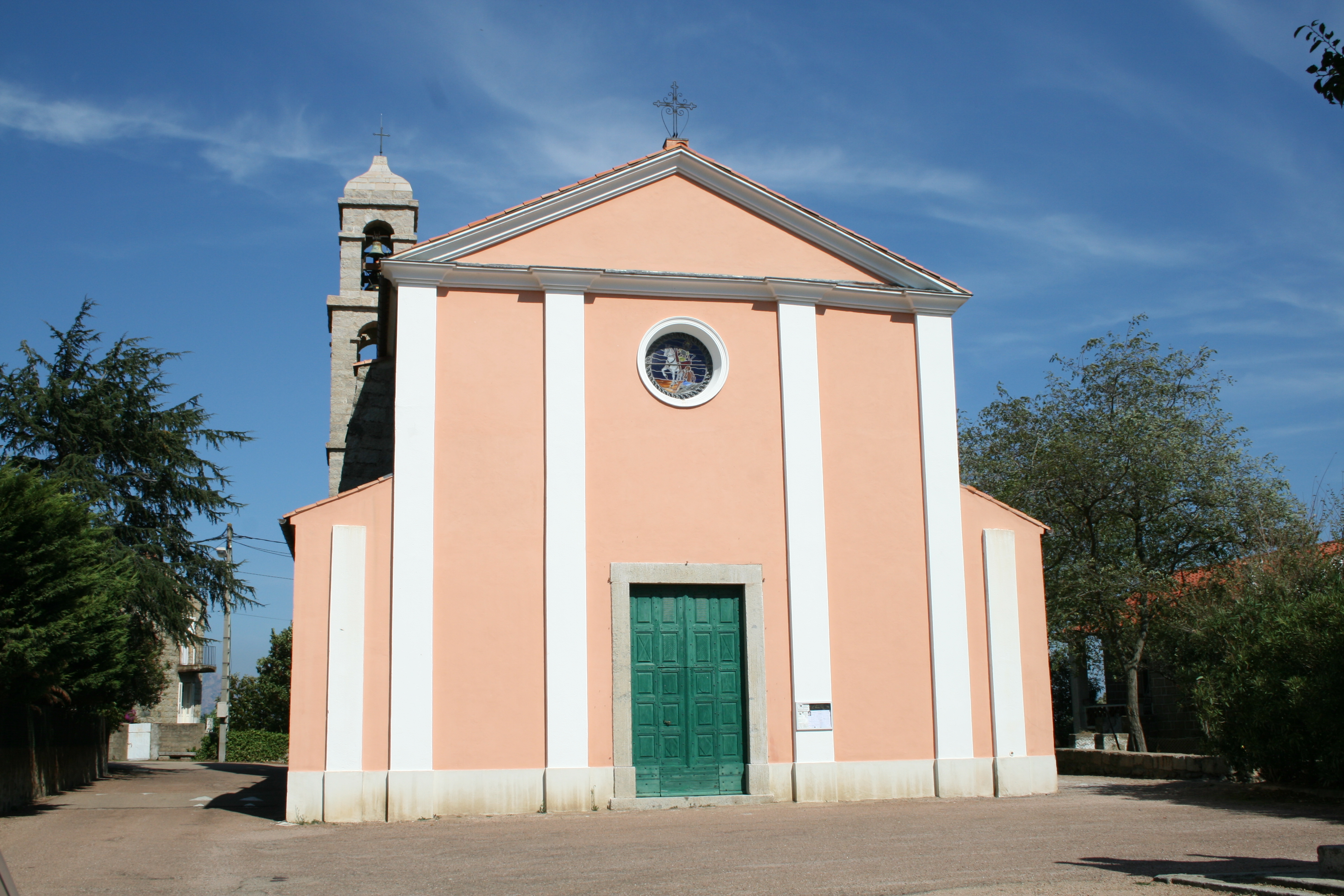
索塔圣马丁教堂

2021年，索塔境内暂无任何文化设施。

### 建筑
索塔境内有多处历史建筑，其中凯拉圣阿戈斯蒂诺小教堂、索塔圣马丁教堂（Église Saint-Martin de Sotta）等为法国国家文物保护单位。

### 旅游
索塔的旅游事务由其所属的南科西嘉市镇公共社区负责。2022年，索塔境内共有1个露营地，可容纳共33辆露营车。

### 媒体
法国主要的媒体均可在索塔接收，法国电视三台下属的科西嘉大区频道在部分时段播出索塔所在南科西嘉省的地方新闻。《科西嘉早报》、蓝色法兰西科西嘉广播等是当地主要的地方性媒体。

## 友好城市
截至2023年8月，索塔暂未建立任何友好城市关系。